# 北燕

北燕
燕

西燕の位置（416年ごろ）。

北燕（ほくえん）は、中国の五胡十六国時代の王朝のひとつ（407年 - 436年）。
鮮卑化した漢人将軍馮跋が、後燕王の慕容熙を廃して建国した。首都は黄龍府すなわち龍城（遼寧省朝陽市）。主に遼西地方を領有した。南朝の宋からは「黄龍国」と呼ばれることもあった。

## 歴史

### 建国期
後燕の中衛将軍馮跋は、407年7月に主君であった皇帝慕容熙を殺害して後燕を滅ぼした。馮跋は後燕の第2代皇帝慕容宝の養子慕容雲を新たな皇帝（天王）に擁立して自らは実権を掌握したが、これが北燕の建国といわれる。慕容雲は高句麗人の後裔で、天王に即位してからは姓を高氏に戻している。高雲の即位で高句麗との関係は後燕時代よりかなり好転したが、逆に北魏とは幽州刺史の慕容懿が離反するなどしたため悪化した。また傀儡として立てていた高雲が409年10月に寵臣の離班や桃仁に殺害されたため、馮跋はこの混乱を鎮定して自ら天王に即位した。なお、馮跋が即位した時点を北燕の建国とする説もある。

### 内訌と北魏との対立
北燕は西の強国北魏からの圧力に苦しめられ、馮跋は東晋と通交し、また当時蒙古平原を支配していた遊牧民の柔然との間に婚姻関係を、さらに契丹と通交して対抗した。そしてこれを背景に北魏の使者を2回にわたって捕縛する事件を起こしたので、416年からは北魏より侵略を受けるようになる。ただ北魏は当時、西の夏とも敵対しており大規模な攻勢を北燕にまでかける余裕は無く、両国の間は緊張したまま推移した。しかし北燕内部では馮跋の従兄の馮万泥や従兄の子の馮乳陳が反乱を起こすなど内紛もあり、北燕の中枢は安定しているとは言い難かった
430年9月、馮跋は病に倒れたため次男の馮翼に国事を委ねた。ところが外戚の宋氏がこの処置に反発して馮跋を幽閉したので、馮跋の弟馮弘が宋氏に対して反乱を起こした。この混乱の最中で馮跋は死去し、新しい天王には馮弘が即位した。だが北燕ではその後、後継者争いが起きて馮弘の世子馮崇が北魏に出奔し、北魏に庇護されて遼西王に任命されて亡命政権を形成するなど、既に末期症状の兆しが見え始めていた。

### 滅亡
北魏の太武帝は431年に西の夏を滅ぼしたので、432年からは連年のように北燕を攻撃した。これに対して馮弘は東晋滅亡後に成立していた宋との連携を強化し、435年1月には遂にその属国となって支援を受けたが、北魏からはその後も攻撃を受け続け、436年3月には北魏の大規模な攻勢を受けたので、4月に高句麗に亡命した。これをもって北燕は国家としては滅亡した。
馮弘は高句麗から宋への亡命を希望したが、438年3月に北魏の圧力に屈した高句麗によって殺害され、北燕は完全に滅亡した。

## 遺構
近年、遼寧省北票市西官営鎮において、北燕宰相の馮素弗の華麗な墳墓が発掘された。

## 北燕の君主
1. 恵懿帝(高雲、在位407年 - 409年) 天王と称する。
2. 太祖文成帝(馮跋、在位409年 - 430年) 天王と称する。
3. 昭成帝(馮弘、在位430年 - 435年) 皇帝と称する。
  - 馮弘(在位435年 - 436年) 宋に封ぜられた燕王となる。

## 元号
1. 正始（407年 - 409年）
2. 太平（409年 - 430年）
3. 太興（431年 - 436年）